# Antigua Escuela Estévez (San Andrés)
La Escuela Estévez fue el primer edificio construido específicamente como centro público de enseñanza de la localidad de San Andrés (Santa Cruz de Tenerife, Islas Canarias, España).

## Características
La escuela nació debido a una demanda histórica de los vecinos de este pueblo anaguero de dotar al lugar de un centro público de enseñanza permanente. El edificio fue construido hacia 1933 bajo unos cánones encuadrados dentro del estilo ecléctico de destacada arquitectura, cuyo elemento más característico es su torre-campanario que durante muchos años fue la construcción más alta de San Andrés.
Hoy en día es el reloj público del pueblo y en la parte superior de la torre pende una campana que marca las horas. Debido a esto, la Escuela Estévez es popularmente conocida como "La Torre", no debiendo confundirse esta con el Castillo de San Andrés, también llamado Torre Costera de San Andrés o Torre de San Andrés.
El edificio es muy similar a otros inmuebles característicos del centro de Santa Cruz de Tenerife y especialmente en el conocido como barrio de Los Hoteles. El origen del nombre procede del propietario de los terrenos donde se construyó el edificio, Francisco Estévez González, y que fueron donados por su viuda, Águeda Brito González. En la actualidad el edificio alberga un centro cultural dedicado a la artesanía propia del pueblo de San Andrés, principalmente del arte del barro cocido.
Es uno de los monumentos más importantes y simbólicos de San Andrés, conjuntamente con el castillo y la iglesia parroquial.  